# Завалля (Дубенський район)
Зава́лля — село в Україні, у Підлозцівській сільській громаді Дубенського району Рівненської області. Населення становить 4 осіб.

## Історія
У 1906 році хутір Ярославицької волості Дубенського повіту Волинської губернії. Відстань від повітового міста 30 верст, від волості 10. Дворів 7, мешканців 50.
7 (20) листопада 1917 року, відповідно до Третього Універсалу Української Центральної Ради, увійшло до складу Української Народної Республіки.
Завалля, розташоване  в лісовому масиві за земляними валами (від чого і назва), не перестає притягувати до себе поселенців. Свого часу воно ледь не стерлося з мапи України, бо після загибелі останніх мешканців стало справжньою пусткою.
А в середині XX століття тут проживало майже три сотні чоловік, було сто тридцять дітей. У Торговицькій сільській раді, до якої входить Завалля, уже підготували необхідні документи про зняття села з адміністративно-територіального обліку, але сталося диво: Завалля несподівано почало оживати, у ньому поселився один мешканець, затим другий, а нині тут уже 10 осель.
У 2013 році оновлене Завалля має свого першого новонародженого та два фундаменти під будівництво житла молодими сім'ями.
Від 2015 у складі Підлозцівської сільської громади.
12 червня 2020 року, відповідно до розпорядження Кабінету Міністрів України № 722-р від «Про визначення адміністративних центрів та затвердження територій територіальних громад Рівненської області», увійшло до складу Підлозцівської сільської громади.
19 липня 2020 року, в результаті адміністративно-територіальної реформи та ліквідації Млинівського району, село увійшло до складу Дубенського району.

## Населення

### Мова
Розподіл населення за рідною мовою за даними перепису 2001 року:
| Мова       | Кількість | Відсоток |
| ---------- | --------- | -------- |
| українська | 5         | 100%     |